# De forenede jydske Farverier og Trikotagefabrikker

## Fabrikkens historie
Bygningen på Dollerupvej blev
tegnet i 1929, men først bygget i 1930-1931, men langt før bygningen blev
opført, var der noget der hed K. Christiansens Uldspinderi &
Trikotagefabrik i Århus som blev grundlagt i 1853. Faktisk starter historien
helt tilbage til midten af 1800-tallet. Man kan ud fra navnet ”A/S De forenede
Jyske Farverier og Trikotagefabrikken” se at der er tale om en sammenslutning
mellem flere virksomheder. Det virksomhederne havde tilfælles, var at det var
ældre jyske tekstilvirksomheder. Fabrikken ”A/S Dansk Jersey og Normalfabrik i
Esbjerg” som blev grundlagt i 1897, overtog i 1914 flere fabrikker. ”K.
Christiansens Uldspinderi & Trikotagefabrik i Århus”, var bl.a. en af de 3
virksomheder som blev overtaget af  A/S
Dansk Jersey og Normalfabrik i Esbjerg”. De 2 andre virksomheder som også blev
overtaget, var ”Dollerup Mølles Fabrik” ved Viborg som blev grundlagt i 1851 og
Vestbirk Garn- og Trikotage Fabrik-Brædstrup som også blev grundlagt i 1851.
Alle fire fabrikker blev slået sammen under navnet ”A/S De forenede Jyske
Farverier og Trikotagefabrikker”, hvor Århus blev hjemsted. Men lokal tekstilproduktionen
stoppede dog ikke.
Allerede i begyndelsen af 1920’erne
var der problemer mellem direktørerne og bestyrelsen, om bl.a. arvefølgen på de
enkelte fabrikker. Den endte dog med at Dollerup-fabrikkens direktør Gregers
Hansens søn, Ove Hansen, som trak det længste strå som meddirektør i 1923.

## Om fabrikken
Fabrikken producerede mange
tekstilprodukter, men hovedprodukterne var bl.a. undertøj, strømper og
uldtrøjer. Efter krigsårene, fik man udbygget produktionsapparaterne og
omstillet sig til produktionen af nye materialer som nylon, perlon og
crepenylon, men dette skete langsomt.
Økonomisk gik det rigtig godt for
fabrikken de første år. Også i krigsårene var indtjeningen god, og derfor
klarede fabrikken sig igennem. Der var et aktiekapital på 1,2 millioner kr.
Nye byggemetoder der endnu ikke
var blevet prøvet, blev anvendt til opbygningen af fabrikken. Skellettet blev
sektionsvis fx støbt i jernbeton hvor mellemrummene blev fyldt ud med røde
muresten, og taget blev et fladt jernbetontag. Den store bygning med en
facadelængde på 88m, blev faktisk moderne indrette og meget nøje gennemtænkt.
På fabrikken havde man alle de
nødvendige værksteder og opholdssteder. Man havde klippestuer, systue, et
mekanisk værksted for reparationer af væve og symaskiner. Så havde man
kontorer, forrum, garderober, baderum. Farveri, spinderi, tørrestuer, kulhus,
kedelhus, garager og maskinhus havde man også. Man kan derfor godt sige, at
fabrikken på Dollerupvej var i top, da man havde alt det man fik brug for.
I år 1938 havde
man 25-års jubilæum, og hele 700 ansatte var der på fabrikken.

## Fabrikkens videre skæbne
Bygningen blev solgt til Aarhus Kommune i 1978, og tanken var at socialforvaltningen skulle flyttes ud. Sagen trak ud, og derfor kom Clemensborg Jydsk Telefons gamle administrationsbygning i spil. Der var rigtig mange, der godt ville have bygningen efter trikotagefabrikken lukkede. BZ’er var aktivister, der var sure over at de ikke kunne få et ungdomshus, selvom kommunen havde råd til Musikhuset. En aktivist fra BZ’erne sagde, ”Det er et enormt dejligt hus med masser af plads, som kunne bruges til mange ting”. Det endte med at aktivisterne besatte trikotagefabrikken.
Inden aktivisternes besættelse, var der allerede ført
forhandlinger med Aarhus Tekniske skole, og i 1981 besluttede byrådet at sælge
fabrikken til skolen. Skolen brugte fabrikken først til at undervise i de
grafiske fag, hvor man senere også fik levnedsmiddeluddannelserne samt
frisøruddannelsen. Ser man på hvad fabrikken rummer i dag er det Aarhus Gymnasium, som er en instans
under AARHUS TECH.

## Anvendte teknologier
Til opførslen og på fabrikken blev
der anvendt mange teknologier. Skelettet blev jo støbt jernbeton, og dette
krævede en bestemt viden. Derfor var det en slags teknologi. På selve fabrikken
havde man en dampturbine, som var tilkoblet en dynamo. Dynamoen leverede strøm
til mange andre elektromotorer på hele fabrikken, så både belysnings og
opvarmningsforhold var i top. Man havde også symaskiner og væve, som blev brugt
til fremstilling af nye tekstilprodukter. Man startede med 188 symaskiner og
156 rundvæve i forskellige størrelser. I 1938 var der 350 symaskiner og 250
væve på fabrikken.
Man brugte mange andre teknologier end de overnævnte.
Til spinderi brugte man fx spindemaskinen.